# رماز متشابك

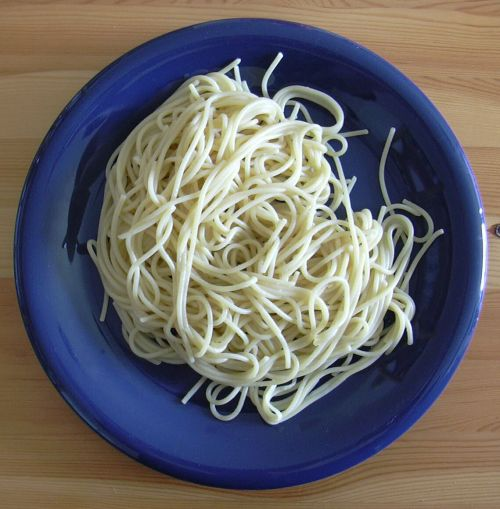

الشفرة السابتجي (بالإنجليزية: spaghetti code)‏ كود يَنتُجُ عن مخططٍ انسيابي كثير الالتفاف لبرنامج، بسبب الاستخدام المفرط أو غير الملائم لعبارة GOTO أو JUMP.